# Martirano
Martirano est une commune de la province de Catanzaro dans la région Calabre en Italie.
Martirano serait l'antique Mamertum, et son nom associé à Mars et aux mamertins. Jusqu'à la fin du XIXe siècle, la ville s'appelait Martorano. Elle s'est ensuite appelée Martirano Antico à la suite de la fondation en 1907 de Martirano Lombardo.

## Histoire
Combat de Martirano
Le 5 avril 1806, une expédition menée par le colonel François Marie Dufour, composée du 1er bataillon du 6e régiment d'infanterie de ligne et des chasseurs du 1er régiment d'infanterie légère, débusque des insurgés et les met en fuite.

## Administration
| Période                                  | Période  | Identité              | Étiquette | Qualité |
| ---------------------------------------- | -------- | --------------------- | --------- | ------- |
| 30 mai 2006                              | En cours | Filomeno Santo Maruca |           |         |
| Les données manquantes sont à compléter. |          |                       |           |         |

### Hameaux
Persico, San Fili, San Gennaro, Muraglie

### Communes limitrophes
Aiello Calabro, Altilia, Conflenti, Grimaldi, Martirano Lombardo, Motta Santa Lucia

## Personnalités
- Henri II de Souabe (1211-1242), roi de Sicile , roi de Germanie, duc de Souabe